# René Blattmann
René Oswaldo Blattmann Bauer (La Paz, 28 gennaio 1948) è un magistrato boliviano, giudice della Corte penale internazionale.
Eletto dall'Assemblea degli Stati Parte nel gruppo degli Stati latino americani e caraibici (GRULAC), Lista B, l'11 marzo 2003 per sei anni mandato che durerà fino al completamento del caso Lubanga.